# Station Regulice
Station Regulice is een spoorwegstation in de Poolse plaats Regulice.